# Hauptstadt-Route (EV2)
Die EuroVelo-Route 2 (Hauptstadt-Route), international auch The Capitals Route, ist ein europäischer Radfernweg. Sie führt über ca. 5.050 Kilometer von Galway, Irland nach Moskau in Russland. Diese West-Ost-Strecke verläuft durch sieben Länder: Irland, Großbritannien, Niederlande, Deutschland, Polen, Belarus und Russland und führt durch ihre Hauptstädte.

## Streckenführung

### Irland
Der irische Teil des EV2 ist noch nicht fertiggestellt und nur teilweise befahrbar.
Der Routenverlauf entspricht dem Dublin-Galway-Greenway und führt unter anderem westlich von Mullingar auf einer ehemaligen Bahnstrecke und entlang des Royal Canal.

### Großbritannien
In Großbritannien verläuft die Strecke von Holyhead (Anglesey) auf der National Route NCR8 durch Wales und die walisische Hauptstadt Cardiff. Der englische Teil verläuft auf der National Cycle Route NCR4. Zwischen Bristol und Bath auf dem Bristol and Bath Railway Path, einem Bahnradweg. Der Weg folgt dann bis Reading dem Kennet-und-Avon-Kanal und weiter der Thames Path Cycle Route nach London. Nach der Durchquerung des Londoner Hafenviertels verläuft die Strecke in nördlicher Richtung zum Fährhafen Harwich.

### Niederlande
In den Niederlanden verläuft der EV2 auf den Landelijke Fietsroutes. Auf dem LF4 von Den Haag nach Borculo und dann weiter auf dem LF8 nach Zwillbrock an der deutschen Grenze.

### Deutschland
In Deutschland verläuft der EV2 auf der D-Route 3. Diese führt über 960 Kilometer von Vreden-Zwillbrock an der niederländischen Grenze nach Küstrin-Kietz an der polnischen Grenze.

### Polen
In Polen ist der EV2 derzeit noch in Planung und noch nicht realisiert. Die Fertigstellung soll zwischen 2017 und 2020 erfolgen. Die Route wird über Posen, Włocławek und Warschau vorbeiführen, sowie durch verschiedenen Nationalparks, inklusive des Białowieski National Park.

### Belarus
Auch der belarussische Teil des EV2 ist im Planungsstadium. Er wird durch den Białowieski National Park und die Hauptstadt Minsk führen.

### Russland
Die Strecke in Russland befindet sich derzeit im Aufbau. Sie führt über ca. 650 km von Smolensk nach Moskau.